# Stephan Reimertz

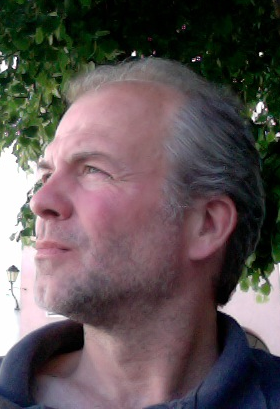
Stephan Reimertz

Stephan Reimertz (* 4. März 1962 in Aachen) ist ein Lyriker, Essayist, Romancier und Kunsthistoriker. Er lebt in Paris. Reimertz wurde mit einer Arbeit über den Maler Max Beckmann promoviert, lehrte und forschte in den USA und arbeitete in Medien und Wirtschaft. Daneben schrieb er einige vielgelesene Biographien und legte 2001 den Roman Papiergewicht vor, der die gesellschaftlichen Umbrüche der 1970er Jahre am Beispiel einer westdeutschen Unternehmerfamilie schildert.

## Veröffentlichungen (Auswahl)

### Romane
- Eine Liebe im Porträt. Rowohlt, Reinbek 1996, ISBN 3-499-22768-1.
- Papiergewicht. Luchterhand, München 2001, ISBN 3-630-87086-4.

### Monographien
- Max Beckmann. (rororo-Monographie). Rowohlt, Reinbek 1995, ISBN 3-499-50558-4.
- Vom Genuss des Tees. Eine heitere Reise durch alte Landschaften, ehrwürdige Traditionen und moderne Verhältnisse, inklusive einer kleinen Teeschule. Gustav Kiepenheuer, Leipzig 1998, ISBN 3-378-01023-1.
- Woody Allen. Eine Biographie. Rowohlt, Reinbek 2000, ISBN 3-499-61145-7.
- Max Beckmann. Biographie. Luchterhand, München 2003, ISBN 3-630-88006-1.
- Woody Allen. (rororo-Monographie). Rowohlt, Reinbek 2005, ISBN 3-499-50410-3.

### Monodramen
- Ariadne klagt. Sender Freies Berlin, 11. Juli 1992. (Ariadne: Christine Oesterlein. Regie: Stephan Reimertz)
- Der unbewußte Ahasverus oder: Das Ding an sich als Wille und Vorstellung. Bühnen-Weh-Festspiel in drei Handlungen. von Fritz Mauthner. Arrangement, Regie und alle Rollen gesprochen von Stephan Reimertz. Deutschlandsender Kultur, 13. April 1993

### Audio Books
- Günter Faltin: Kopf schlägt Kapital. 7 CDs. Gesprochen von Stephan Reimertz. Carl Hanser Verlag, München 2009, ISBN 978-3-00-030009-7.